# 天主教斯特拉斯堡总教区
天主教斯特拉斯堡总教区（法語：Diocèse d'Alsace）是罗马天主教在法国设立的一个总教区。该总教区不属于法国主教团，而是直接受聖座管理，也没有附属教区。
斯特拉斯堡教区于西元343年成立，当时附属于美因茨教省，1988年升格为总教区。现任总主教为2007年就任的Jean-Pierre Grallet。
斯特拉斯堡总教区下设762个本堂区，1,713,416人口中有75.9%（1,300,000）为天主教徒，还有619名教区神父及1,728名修女。

## 图片

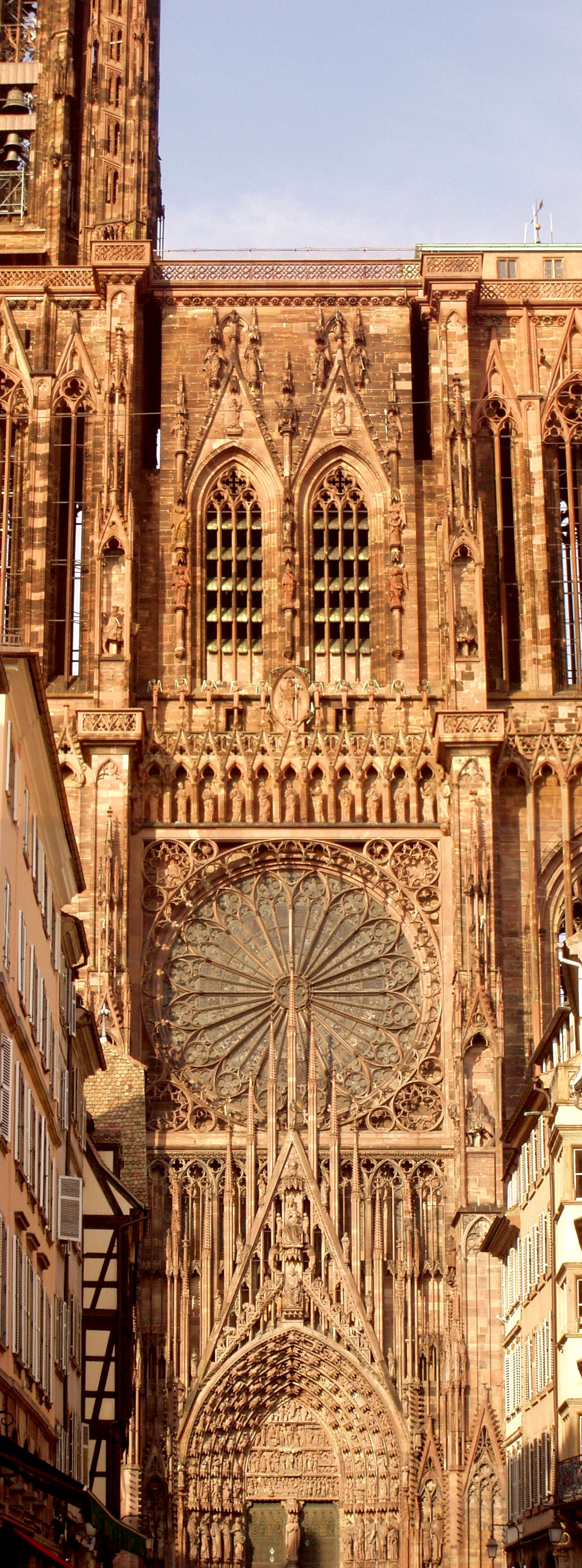
主教府斯特拉斯堡圣母院
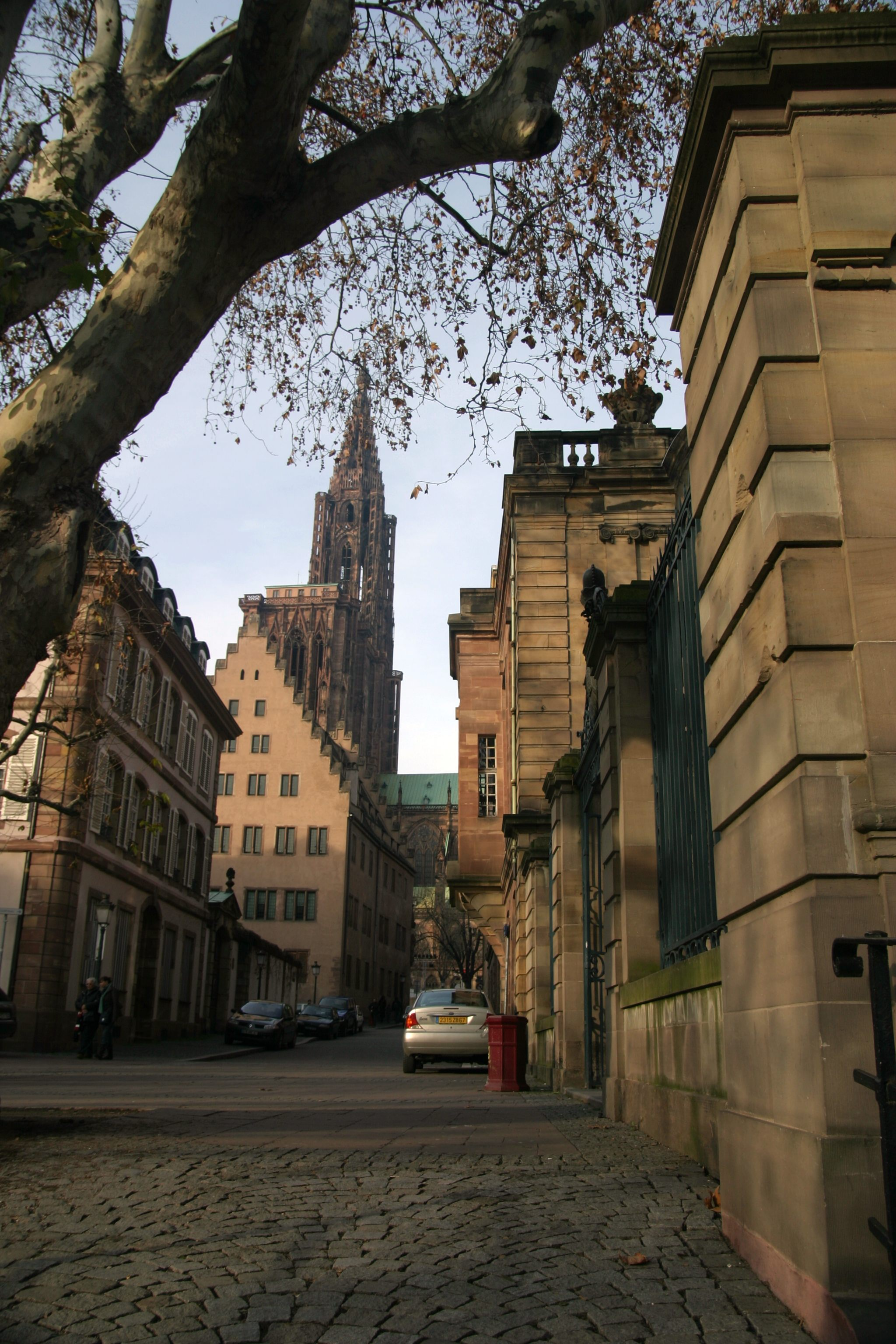
主教座堂
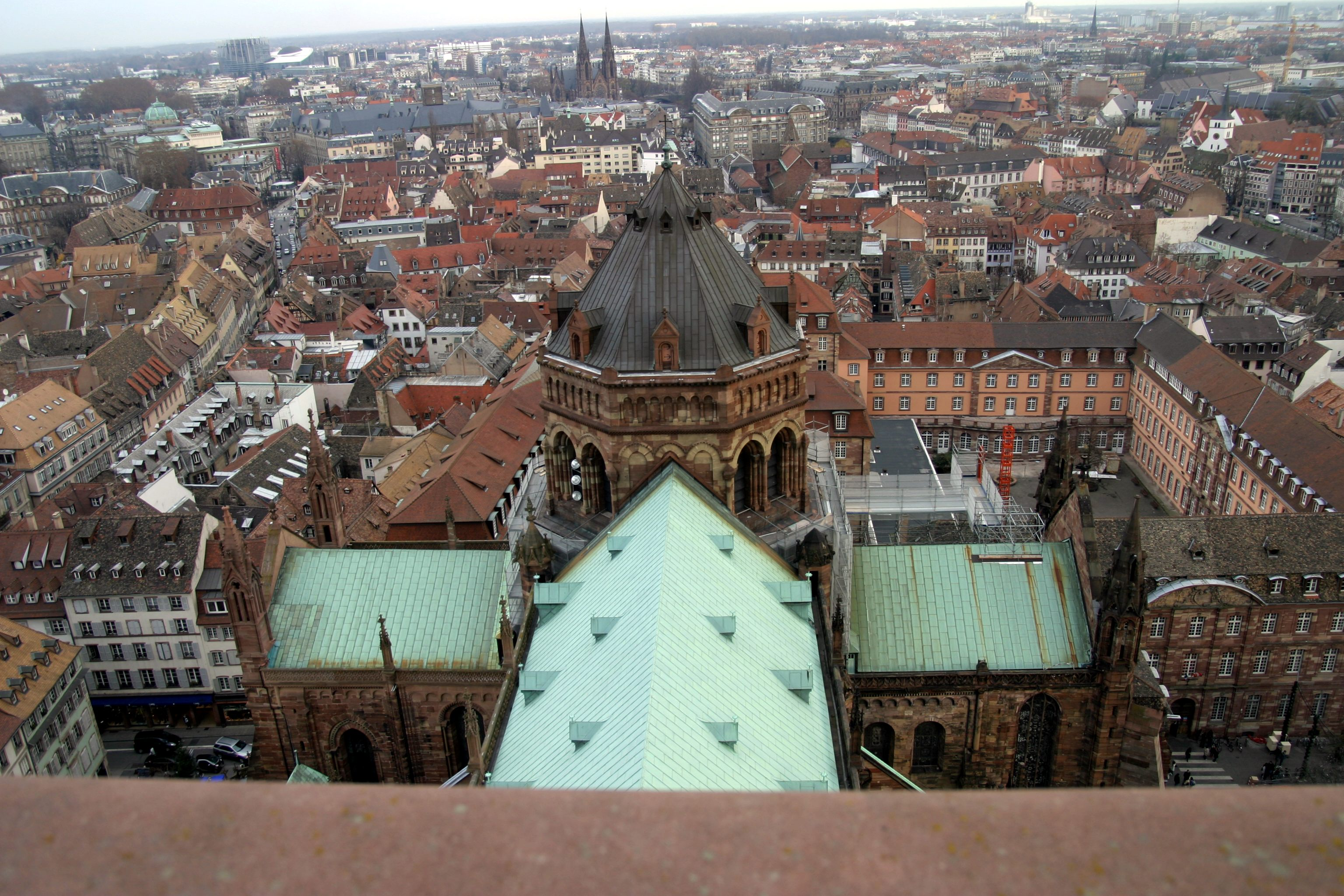
从主教座堂远望
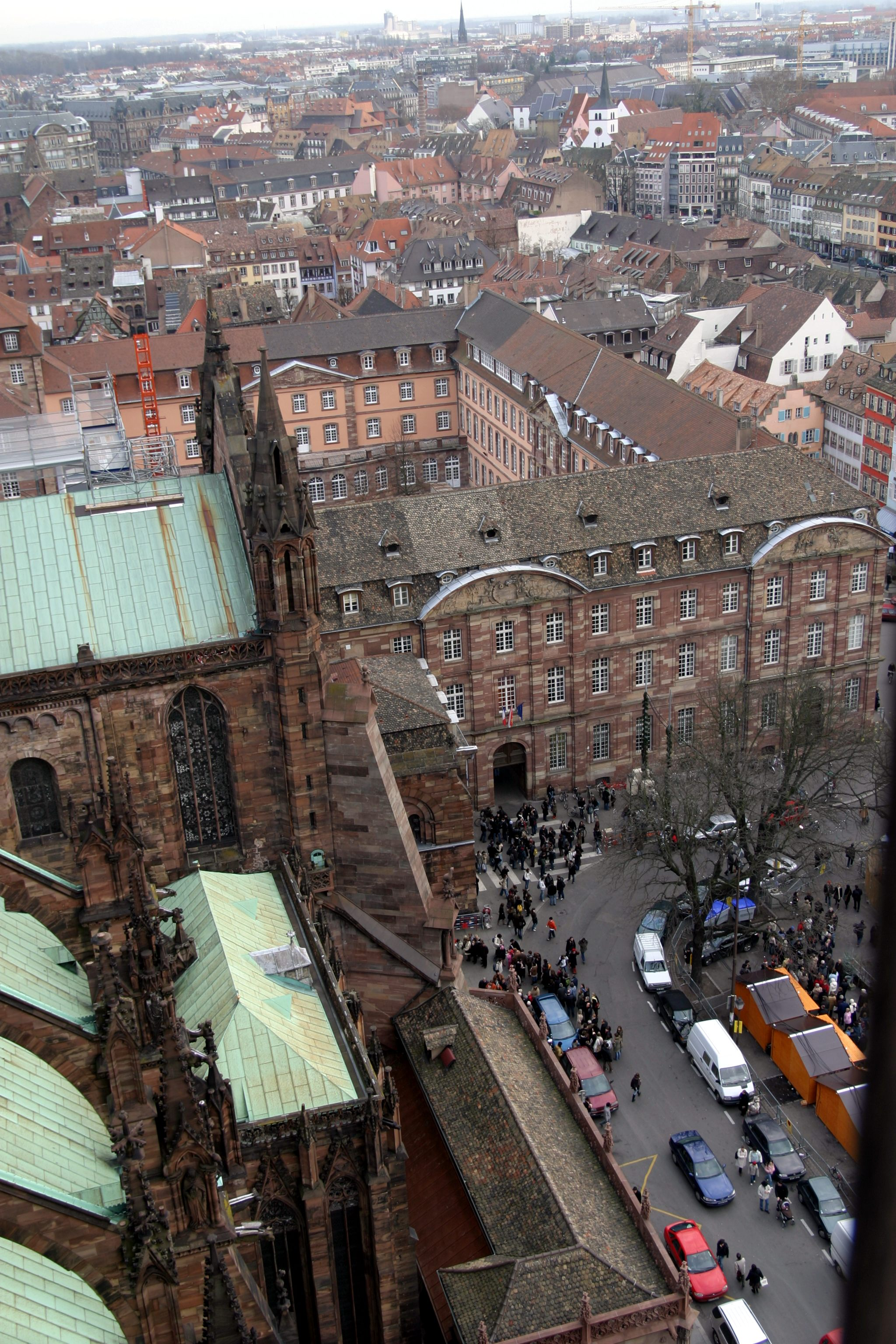
从主教座堂远望